# Пернила Карлсон
Пернила Карлсон (родена на 11 юни 1990 г.) е финландска певица от говорещото шведски малцинство в страната.
Представя Финландия в Евровизия 2012 с песента „När jag blundar“ . Песента се класира на 12-о място в полуфинала и не успява да се класира за финала, тъй като по правило само първите 10 песни преминават на финала.